# Stazione di Ezeiza
La stazione di Ezeiza (Estación Ezeiza in spagnolo) è una stazione ferroviaria della linea Roca situata nell'omonima città della provincia di Buenos Aires.

## Storia
La stazione fu aperta al traffico il 17 luglio 1885 dalla compagnia Ferrocarril del Sud ed intitolata a José María Ezeiza, antico proprietario dei terreni sui quali era stata prolungata la ferrovia e sui quali era stata costruita la fermata.